# Honte
Pour les articles homonymes, voir La Honte.
 (juin 2007).
Améliorez-le ou discutez des points à vérifier. 

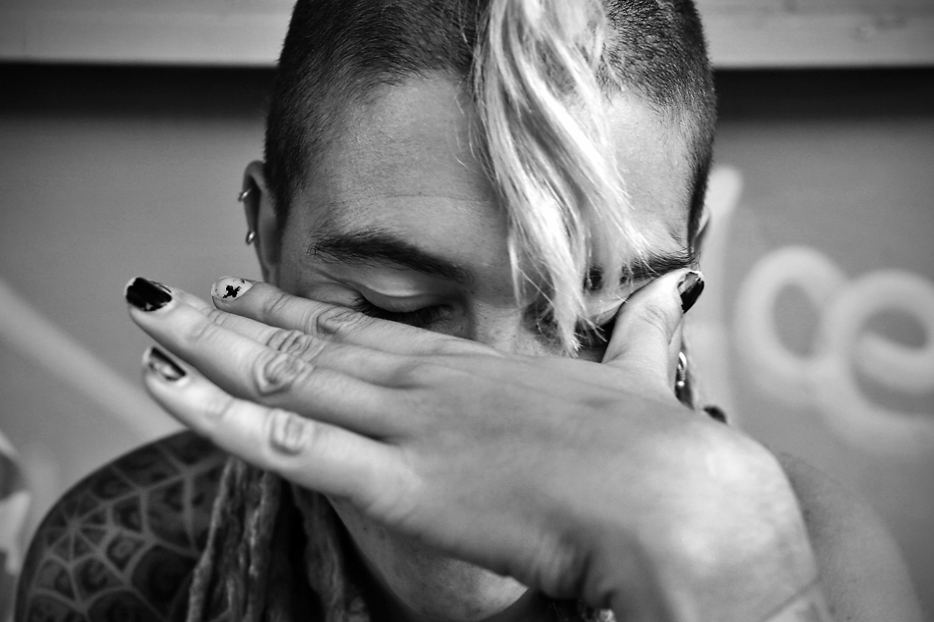
Expression de la honte.

La honte est une émotion complexe résultant d'une non conformité à certaines exigences sociales (image de soi, caractéristiques physiques, maitrise de codes culturels...) ou d'une culpabilisation collective (grossophobie, sérophobie, mépris de classe...). Selon Lazarus, la honte survient lorsque l'individu n'atteint pas un soi idéal, c'est-à-dire ce qu'il aspire à être. 
Cette émotion se distingue des autres par ses dimensions sociale,  narcissique, corporelle et spirituelle. Souvent confondue avec la culpabilité, elle diffère en ce sens que la honte touche directement le soi, tandis que la culpabilité se concentre sur le comportement de l'individu.
La honte peut être à la fois adaptative et inadaptée, comportant des aspects à la fois positifs et négatifs, comme nous le décrirons dans des deux sections à venir.

## Émotion complexe
La honte est un mélange d'émotions simples (peur, colère, tristesse) et de sentiments (impuissance, rage retenue, désespoir triste, vide…).
La honte est une émotion plus archaïque que la culpabilité, car elle émerge durant le développement du narcissisme, tandis que la culpabilité se manifeste plus tard, avec l'évolution de la conscience morale.
De plus, la honte est moins verbale et souvent plus douloureuse que la culpabilité. Elle se manifeste sur différents plans : émotionnellement, par des sentiments de gêne, de malaise ou de peur, mais aussi par des réactions d'exubérance ou d'agressivité ; corporellement, par des signes comme des yeux baissés, une tête basse ou un rougissement, voire une posture fière ; cognitivement, à travers un discours interne dévalorisant ou agressif ; et enfin, sur le plan comportemental, par l'inhibition ou la paralysie, mais aussi par l'ambition ou l'exhibitionnisme.
Dans ses travaux sur le traumatisme psychique Jacques Roisin, après avoir étudié le cas d'Antoine Alaphilippe, distingue trois types de honte : la honte du désarroi, la honte du presque-rien et la honte de déshumanisation.

## Synonymes
- Humiliation : déshonneur, ignominie, infamie, opprobre, turpitude, affront, flétrissure, abjection, bassesse ;
- Remords : embarras, gêne, culpabilité, repentir, regret, vergogne, pudeur, scrupule.

## Aspects positifs

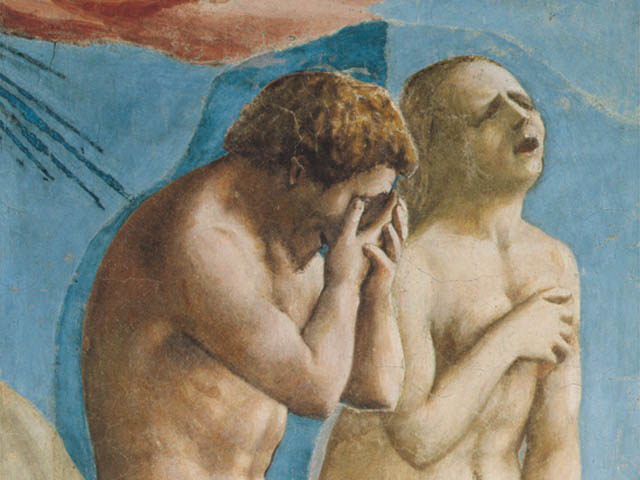
Peinture du XV de Masaccio représentant Adam et Ève bannis du paradis. Une expression de honte se lit sur leurs visages.

Les aspects positifs de la honte sont de l'ordre de l'éducation, de l'apprentissage de la vie sociale, de l'humanisme. La honte régule les relations sociales. Elle protège chacun en signalant les limites à ne pas dépasser. Les Inuits utilisent par exemple la honte pour apprendre aux enfants à ne pas traverser la banquise, risque mortel pour eux. Quand un enfant traverse la glace pour la première fois, les Inuits lui font honte pour lui apprendre à faire attention à ce danger qui peut lui coûter la vie.
Selon l'anthropologue Ruth Benedict, les cultures peuvent être classées en fonction de l'importance de l'utilisation de la honte ou de la culpabilité pour réguler socialement les activités de leurs membres. Les cultures asiatiques, par exemple la Chine ou le Japon, sont considérées comme des cultures de la honte. Les cultures européennes et américaines modernes sont considérées comme des cultures de la culpabilité. La société japonaise traditionnelle et celle des Grecs Anciens sont parfois plutôt considérées comme basées plus sur la honte que sur la culpabilité car les conséquences sociales d'« être attrapé » sont vues comme plus importantes que les sentiments individuels. Néanmoins aucune culture ne se base sur un seul de ces sentiments. Les anthropologues rejettent de nos jours ce type de classification des cultures générales.
La honte, en tant qu'inhibition, est positive quand elle limite nos comportements sans altérer notre identité. Comme toutes les émotions, elle nous informe sur nous, et nous invite à ne nous placer ni en « sous-homme » (soumission, position de victime) ni en « sur-homme » (domination, position de sauveur ou persécuteur). Excès de honte et absence de honte sont préjudiciables : « comment, tu n'as pas honte ? » peut s'entendre dire d'une personne qui est choquée du comportement d'autrui sans qu'il ne manifeste aucun signe de repentir.
La honte est également vue comme positive car elle peut éviter aux victimes d'humiliations, de stigmatisation et de violences de sombrer à leur tour dans la barbarie et le chaos. De nombreuses personnes humiliées ou méprisées ont raconté qu'elles sont restées profondément humaines grâce à leur honte qui les a retenues du côté des Hommes, les empêchant de tomber dans la violence animale. Elle inhibe ici toute pulsion de violence sans empêcher de ressentir ce désir de violence. Une honte qui limite l'expression de la colère peut aussi favoriser le développement d'une névrose.

## Aspects négatifs
La honte a des aspects négatifs quand elle est excessive chez un individu. Elle est alors source de souffrance individuelle… Elle entraîne des conduites d'évitement, une phobie sociale, une anxiété liée à un sentiment d'insécurité, de l'inhibition… Un isolement social peut alors s'ensuivre. Émotion liée au silence et à la solitude.
Les excès de honte proviennent des humiliations, du mépris, des moqueries, de l'illégitimité, des secrets, de la régression sociale, de la rivalité, du mensonge… ou des messages d'orgueil, d'ambition, de désir… que l'individu reçoit des autres (les expressions « faire honte », « porter la honte » montrent que la honte peut être externe au sujet au départ). La honte passe parfois d'abord par les comportements pour ensuite fragiliser et endommager l'Être. Elle creuse son sillon dans la personnalité par passages successifs. Elle fonctionne en spirale en poussant le sujet à la fois vers le bas (« ego » brisé, déficit narcissique, forme de soumission) ou vers le haut (« ego » surdimensionné, excès narcissique, forme de domination, forme réactionnelle et défensive).
La honte ne s'enracine pas nécessairement dans la conscience d'avoir mal agi (il s'agit là de culpabilité), mais dans le sentiment d'être indigne, comme être humain, dans un contexte social. Une fois installée et enkystée dans la personnalité, la honte excessive mine l'ego (ou le surdimensionne par réaction défensive). Dans le film de David Lynch Elephant Man, le personnage principal (Elephant Man, enfant né avec une malformation physique, symbole du monstre), ne fait rien de mal, et pourtant il souffre de honte. Il vit caché, humilié, et il dit la souffrance de la honte quand il crie « Je ne suis pas un éléphant, je suis un être humain ». La honte amène le sujet à croire qu'il a quelque chose qui ne va pas, comme Gainsbourg qui chante « Je suis l'homme à tête de chou ». La honte peut engendrer une mauvaise estime de soi, et même une haine de soi.
De plus, il a récemment été découvert que le sentiment de honte est susceptible d'influencer les capacités cognitives. La mémoire dite de travail est en effet liée à l'état émotionnel éprouvé. Ce type de mémoire est un processus d'encodage dynamique par lequel l'information est acquise et mise à jour de façon répétée avec l'arrivée de nouvelles informations. Le sentiment de honte provoque une augmentation du taux de cortisol, hormone impliquée dans la détérioration des capacités cognitives. La honte (et la culpabilité) provoque par contre une diminution conséquente du taux de dopamine, hormone qui joue quant à elle un rôle très positif sur la mémoire.

## Image corporelle
- La honte a une dimension corporelle. Elle est liée à la frontière corporelle, à la peau et à l'hygiène du corps. Elle est très souvent associée au thème de la sexualité et de l'image de soi par le corps. Les personnes souffrant de troubles alimentaires sont particulièrement affectées par ce sentiment, celles souffrant d'anorexie la ressentent dans l'acte indulgent de s'alimenter, les personnes boulimiques la ressentent dans leurs épisodes de suralimentation[3]. La honte modifie l'image corporelle et s'ancre parfois dans le faux sentiment d'être sale, laid, monstrueux, difforme…
- La honte a une dimension visuelle. Elle survient lorsqu'on est visible dans un aspect de soi qu'on juge très négativement.

## Blessure narcissique
Cachée ou montrée dans l'excès, de forme soumise ou défensive, la honte signe une blessure narcissique profonde. Elle enveloppe corporellement le sujet comme une boule qui soit rougit, se vide, reste figé… soit se gonfle de façon défensive pour prendre toute la place comme la grenouille orgueilleuse de Jean de la Fontaine.
La honte est souvent associée à d'autres troubles : l'alcoolisme, les addictions, la dépression, la phobie sociale… Un sentiment de honte persistant peut conduire à la dépression voire au suicide. En effet, une honte excessive engendre une perte importante d'énergie et un fort sentiment de désespoir. Dans un tel cas, sortir du retrait social et demander l'aide d'un professionnel de la santé est vital.

## Dimension sociale
À ce propos, Michelle Larivey nous dit :

« On n'éprouve jamais de la honte seul face à soi-même. La honte est un sentiment qui est toujours vécu « devant » les autres et « par rapport » à leur jugement. La honte est composée d'une réaction d'humiliation devant le jugement de l'autre et du jugement négatif qu'on porte soi-même sur cet aspect. Elle permet de constater que nous n'assumons pas ce qui nous fait honte. Elle permet aussi d'identifier le jugement que nous portons nous-mêmes sur le sujet. (C'est justement ce jugement qui rend difficile de l'assumer). Enfin, elle nous informe de l'importance des personnes devant lesquelles nous vivons cette honte. »

Il ne s'agit pas exactement d'une réaction émotionnelle au jugement de l'autre, mais à ce que l'on imagine du jugement de l'autre, sans aller vérifier ce jugement. Ce n'est pas B qui juge A, mais A qui pense que B juge A. C'est le soi qui juge le soi (Fossum et Mason).
La honte se propage facilement, elle se communique dans une logique verticale de supériorité-infériorité. Elle nous tombe dessus au contact des autres, et nous en sortons avec les autres.
« La honte est d'emblée et toujours, un sentiment social ». Il s'agit d'un «sentiment structurant des sociétés occidentales, tant au niveau des normes que des interdits sociaux. Leur analyse est un des éléments qui nous permettent de comprendre l'imprégnation du social tant au niveau de la subjectivité que de la dimension sociale de l'être ». 
La sociologie des mouvements sociaux appréhende les effets de la honte, comme sentiment qui tend à cacher, à individualiser, à faire taire. 
Aussi, la honte est socialement signifiante dans une analyse sous l'angle des rapports et processus de domination. Pierre Bourdieu en parle alors ainsi : «  Les actes de connaissance et de reconnaissance pratiques de la frontière magique entre les dominants et les dominés que la magie du pouvoir symbolique déclenche, et par lesquels les dominés contribuent, souvent à leur insu, parfois contre leur gré, à leur propre domination en acceptant tacitement les limites imposées, prennent souvent la forme d'émotions corporelles - honte, humiliation, timidité, anxiété, culpabilité »

## Dimension spirituelle
La honte nous informe sur notre valeur et notre place d'humain dans la communauté des humains. Elle renvoie à la dignité, à l'identité et à la justesse relationnelle de chacun dans la communauté humaine.